# Naltar-Pass
Der Naltar-Pass ist ein Hochgebirgspass mit einer Scheitelhöhe von 4600 Metern in Gilgit-Baltistan im Norden von Pakistan. 
Der Pass liegt im Norden des Shani Peak im Naltartal und kann nur begangen werden. Shani ist die Ausgangsbasis zum Naltar-Pass, das Tor zum Ishkomantal. Im Westen des Naltar-Passes liegt der Chaprot-Pass und im Osten der Hayal-Pass. 
Der Naltar-Fluss wird vom Shanigletscher gespeist.
Im Naltartal befindet sich der kleine Moränensee Naltarsee. In diesem Hochtal, das Touristen und Einheimische auf Treckingtouren durchwandern, leben  Steinböcke, Schraubenziegen und weitere Tiere der Region.